# Don S. Williams
Pour les articles homonymes, voir Don Williams (homonymie) et Williams.
Don S. Williams, né Donald William Schlit le 11 février 1938 à Edmonton et mort le 28 octobre 2018, est un acteur, réalisateur, scénariste, producteur, chorégraphe, animateur et homme politique canadien. En France, il est principalement connu pour avoir incarné le rôle du First Elder (l'un des chefs de la conspiration mondiale visant à cacher l'existence des extraterrestres) dans la série télévisée fantastique The X-Files.

## Biographie

### Jeunesse et débuts
Don S. Williams, de son vrai nom Donald William Schlit, naît à Edmonton (Canada) le 11 février 1938. Il grandit au sein de la petite communauté de Stony Plain, un peu à l'ouest de Edmonton, ville où il fait ses études à la High Memorial School en 1955. Depuis l'âge de 12 ans, il se dit intéressé par une carrière dans le monde du cinéma.

### Carrière
Don S. Williams commence sa carrière en 1957, à l'âge de 19 ans, lorsqu'il se rend à Lloydminster, où il est engagé par la nouvelle station de radio du coin CKSA-FM. L'année suivante, en 1958, il accepte un contrat d'un an avec la radio CKRM, basée à Regina. Dès la fin de ce contrat, en 1959, Williams quitte Regina pour la ville de Brandon, où il est engagé comme producteur et réalisateur par la chaîne de télévision CKX-TV, et comme directeur artistique par le théâtre de la ville. Il y reste quatre ans et trois mois.
En 1963, Don S. Williams trouve un travail de réalisateur et producteur à la station CBC de Winnipeg. Il passe 15 ans dans cette ville : les cinq premières années à la CBC, donc, puis le reste comme réalisateur, producteur et scénariste indépendant. Durant ses activités en indépendant, Williams voyage régulièrement à Vancouver, haut lieu du cinéma canadien, et y trouve plusieurs opportunités de travail. Il est notamment, en 1972, le réalisateur des troisième et cinquième épisode de la série The Beachcombers, qui deviendra par la suite la plus longue série télévisée canadienne ayant existé (la série ne s'achevant qu'en 1990). Il est également à noter que, de 1968 à 1978, Williams officie comme négociateur en chef de la convention collective élaborée par l'association, qu'il a d'ailleurs cofondée, des producteurs et réalisateurs de la télévision canadienne (CTPDA).
Puisque son travail en indépendant l'amène de plus en plus fréquemment à Vancouver (en grande partie du fait de sa participation grandissante à la série The Beachcombers), Don S. Williams décide finalement, en 1979, de s'installer avec sa famille dans la ville. Au cours des années suivantes, il continue de travailler pour The Beachcombers, en tant que réalisateur (de nombreux épisodes), producteur et producteur exécutif. Il s'investit de plus dans d'autres projets, qui l'amènent à diriger plusieurs personnalités du cinéma (souvent au début de leurs carrières), comme Michael J. Fox, Dan George, Cameron Bancroft, ou encore Bruce Greenwood.
En 1991, Don S. Williams décide de recentrer sa carrière sur le métier d'acteur car « le marché est florissant pour les hommes d'âge moyen un peu gros ». Après être apparu en guest star dans des séries comme Un flic dans la mafia, Mom P.I, L'As de la crime et Neon Rider, Williams est engagé en 1995 pour le rôle qui l'a fait connaître du grand public : celui du First Elder (l'un des chefs du consortium secret cachant à la population l'existence des extraterrestres) dans la série télévisée phare de la Fox The X-Files. Il apparaît ainsi régulièrement dans ce rôle jusqu'à la mort de son personnage lors de la sixième saison (en 1999), y compris dans le film The X Files, le film (1998).
Il apparaît par ailleurs dans les films Le Beau-père (The Stepfather) (1987), Fatal Memories (1992) et Piège fatal (2000).

### Investissement politique
Don S. Williams commence très jeune, par ailleurs, à s'intéresser à la vie politique, du fait des activités militantes de son grand-père maternel. Il rejoint en 1965 le Parti libéral du Canada et participe à l'organisation de plusieurs campagnes fédérales et locales (dans les provinces de Manitoba et de Colombie-Britannique). En 1973, il est le directeur de la communication de la campagne de Izzy Asper, candidat du parti libéral à Manitoba.

### Vie privée
Don S. Williams a deux enfants et deux petits-enfants.
En 1993, la maladie de Parkinson lui est diagnostiquée. En mars 2002, les médias s'intéressent soudainement à lui et sa maladie lorsqu'un documentaire de Gerry Thompson révèle que quatre personnes, dont Williams ou Michael J. Fox, ayant travaillé à la CBC en 1979, ont ensuite développé cette maladie de Parkinson dans les années 1990, une étrange coïncidence qui, selon le documentaire, pourrait être liée à des conditions de travail problématiques. Ainsi, en mars 2002, Williams et son médecin traitant sont interviewés par Good Morning America, ABC News, NBC News, CNN International, Entertainment Tonight, Access Hollywood, People, CTV, Maclean's et le New York Times.

## Filmographie

### Réalisateur
- 1974 : Performance (série télévisée)
- 1978 : Leo and Me (série télévisée)
- 1980 : Huckleberry Finn and His Friends (série télévisée)
- 1985 : Chung Chuck (téléfilm)
- 1986 - 1990 : The Beachcombers (série télévisée)

## Producteur
- 1977 : The Magic Lie (série télévisée)
- 1985 : Chung Chuck (téléfilm)
- 1986 - 1990 : The Beachcombers (série télévisée)

### Comme Acteur

#### Cinéma
- 1987 : Le Beau-père (The Stepfather)
- 1998 : The X Files, le film (The X Files) de Rob S. Bowman : First Elder
- 2000 : Reindeer Games

#### Télévision
- 1988 : Un flic dans la mafia (épisode : Going home) : McDonald
- 1991 : Mom P.I (épisode : A Fugue for Mr X)
- 1991 : L'As de la crime : Rizzo
- 1991 : Le ranch de l'espoir (épisode : Twist in the Wind)
- 1992 : Fatal Memories : Mr. Nason
- 1995 - 1999 : The X-Files : First Elder